# Talpa levantis
Talpa levantis (Кріт левантський) — комахоїдний ссавець роду кротів родини кротових (Talpidae).

## Поширення
Країни поширення: Вірменія, Азербайджан, Болгарія, Грузія, Іран, Російська Федерація, Туреччина. Зустрічається від рівня моря до 2400 м на Кавказі. Мешкає в різних біотопах від рівнин до гір. У Європі, зустрічається на луках і в листяних лісах. У східних частинах ареалу (Кавказ) зустрічається також і на альпійських луках.

## Морфологія
На відміну від Talpa europaea повіки повністю злиті.